# Dovhalivka, Talalaiivka
Dovhalivka (în ucraineană Довгалівка) este un sat în comuna Iurkivți din raionul Talalaiivka, regiunea Cernihiv, Ucraina.

## Demografie
Componența lingvistică a localității Dovhalivka
     Ucraineană (96,78%)
     Rusă (3,22%)
Conform recensământului din 2001, majoritatea populației localității Dovhalivka era vorbitoare de ucraineană (96,78%), existând în minoritate și vorbitori de rusă (3,22%).